# Desa Cijengkol (administrativ by i Indonesien, Jawa Barat, lat -6,32, long 107,04)
Desa Cijengkol är en administrativ by i Indonesien.   Den ligger i provinsen Jawa Barat, i den västra delen av landet, 25 km sydost om huvudstaden Jakarta.